# Zymophilus raffinosivorans
Zymophilus raffinosivorans è una specie di batterio appartenente alla famiglia delle Acidaminococcaceae.